# Roko Karanušić
Roko Karanušić (* 5. September 1982 in Zagreb) ist ein ehemaliger kroatischer Tennisspieler.

## Karriere
Karanušić begann im Alter von sechs Jahren mit Tennis und wurde bis zum 13. Lebensjahr von seinem Vater Vibor trainiert, einem Tennislehrer. Seine bevorzugten Beläge sind die schnellen Hallenböden sowie Hartcourts und Gras.
Er begann seine Profikarriere im Jahr 2000, wo er bei den Junioren das Halbfinale der Canadian Open und US Open erreichte. Beim Future in Italien erreichte er das Finale.
2001 konnte er in der Tschechischen Republik seinen ersten Future-Titel gewinnen und erreichte bei einem Turnier in Slowenien das Finale. Auch im Doppel konnte er einen Titel gewinnen und zwar beim Turnier in Zagreb.
2002 erreichte er drei Endspiele bei Future-Turnieren und konnte das Finale beim Future in Spanien gewinnen.
2003 begann Karanušić mit zwei Titeln in drei Endspielen und weiteren drei Halbfinalteilnahmen bei den ersten sechs gespielten Turnieren. Im Juni gab er sein Debüt auf der ATP-Tour in der Qualifikation für das Turnier in Umag, wo er in der ersten Runde gegen Stanislas Wawrinka verlor. Im selben Jahr erreichte er auch das Qualifikationsfeld der US Open, wo er in der ersten Runde gegen Juan Ignacio Chela verlor. Im Doppel konnte er zusammen mit Janko Tipsarević das Finale beim Challenger in Helsinki erreichen.
2004 erreichte er bei den Australian Open die Qualifikation, wo er in fünf Sätzen gegen Wayne Arthurs verlor. Im französischen Cherbourg erreichte er zum ersten Mal das Finale eines Challenger-Turniers, wo er sich Julien Jeanpierre geschlagen geben musste.
2005 debütierte er im Davis Cup für Kroatien. Bei der Erstrundenbegegnung gegen die Vereinigten Staaten verlor er in einem für den Ausgang der Begegnung bedeutungslosen Match am dritten Tag gegen Bob Bryan. Er erreichte im selben Jahr drei Challenger-Endspiele innerhalb von vier Wochen, konnte aber keines der Spiele für sich entscheiden. Im Oktober konnte er seinen ersten Sieg bei einem Match der ATP-Tour gegen Danai Udomchoke feiern.
2006 stand er beim Challenger in Istanbul im Finale, wo er Alexander Peya unterlegen war. Im Doppel erreichte er das Finale beim Challenger von Chiasso.
2007 erzielte Karanušić, der mittlerweile die Nummer vier in Kroatien war, weitere zwei Spielgewinne auf der ATP-Tour und bestritt zwei Davis-Cup Matches bei der Begegnung Kroatiens gegen Großbritannien in Wimbledon. In Donezk konnte er einen weiteren Sieg bei einem Challenger-Turnier feiern und erreichte beim Turnier in Eckental das Finale.
2008 gelang dem Kroaten der Durchbruch, als er das erste Mal ein Viertelfinale eines ATP-Turniers erreichte und zwei weitere Challenger gewinnen konnte. Auf der Challenger-Tour gewann er von 38 Spielen 28 und erreichte so das erste Mal eine Position unter den Top 100.
Seine beste Platzierung in der ATP-Weltrangliste erreichte Karanušić am 9. Januar 2009 mit Platz 89. Im Jahresverlauf rutschte er bis zum Ende des Jahres kontinuierlich bis Platz 189 ab. Auch 2010 konnte er keine weiteren Erfolge erzielen und wurde zum Jahresende nur noch auf Position 426 geführt. In der Folgezeit rangierte der einstige Top-100 Spieler zwischen Position 350 und 450.
Seit seinem Debüt in der Kroatischen Davis-Cup-Mannschaft konnte er bei drei Einsätzen von vier Spielen drei zu seinen Gunsten entscheiden.

## Erfolge
| Legende (Anzahl der Siege)                       |
| Grand Slam                                       |
| Tennis Masters Cup ATP World Tour Finals         |
| ATP Masters Series ATP World Tour Masters 1000   |
| ATP International Series Gold ATP World Tour 500 |
| ATP International Series ATP World Tour 250      |
| ATP Challenger Tour (3)                          |

### Einzel

#### Turniersiege
| Nr. | Datum             | Turnier | Belag         | Finalgegner        | Ergebnis       |
| --- | ----------------- | ------- | ------------- | ------------------ | -------------- |
| 1.  | 9. September 2007 | Donezk  | Hartplatz     | Dick Norman        | 6:4, 6:4       |
| 2.  | 17. Februar 2008  | Belgrad | Teppich (i)   | Philipp Petzschner | 5:7, 6:1, 7:65 |
| 3.  | 19. Oktober 2008  | Kolding | Hartplatz (i) | Karol Beck         | 6:4, 6:4       |